# ادوین پاور
ادوین پاور (انگلیسی: Edwin Power؛ ۱۲ فوریه ۱۹۲۸ – ۳۱ ژانویه ۲۰۰۴ (سن ۷۵)) یک فیزیکدان بریتانیایی بود.